# 리오 샴리즈
리오 샴리즈(Lior Shamriz, 1978년 9월 13일 ~ )은 독일의 영화 감독이다.
아슈켈론 출신으로, 이라크계와 이란계 유대인 부모 사이에서 태어났다.

## 작품
- 《비욘드 러브 앤드 컴패니언쉽 비욘드 러브 앤드 컴패니언쉽》 (2012년)
- 《라무흐에 소바쥬 》 (2014년)
- 《인히어런트 바이스》 (2015년)
- 《우리》 (2017년)